# NGC 5982
NGC 5982 este o liner situată în constelația Dragonul. A fost descoperită în 25 mai 1788 de către William Herschel. Se află la o distanță de 40,36 de megaparseci de Pământ.